# Eigil von Fulda
Eigil von Fulda (auch Aeigil, Aegil, Aigil, Egil, Eygil, Fiegil, Figil; * um 750 in Bayern; † 15. Juni oder 6. August 822 in Fulda) stammte aus bairischem Adel und wurde 818 vierter Abt des Klosters Fulda.

## Leben
Er war Schüler von Abt Sturmi, seinem Onkel, unter dem er noch im Kindesalter von seinen Eltern als Oblate dem Kloster Fulda übergeben und später Propst und Schöffe im Abtsgericht wurde. In der existenzbedrohenden Krise, die sein Vorgänger Ratgar durch ein hartes und kompromissloses Regiment, durch Eingriffe in die überlieferten Consuetudines und durch sein forciertes Bauprogramm ausgelöst hatte, gehörte Eigil zu dessen Gegnern, zählte zu den Verfassern des gegen seine Amtsführung gerichteten Beschwerdebrief (Supplex Libellus) und zu den Mitgliedern einer auf dem Höhepunkt des Streits aus dem Kloster geflohenen Gruppe von Mönchen. Als Abt setzte er sich aber später für die Begnadigung und Rückkehr seines Vorgängers in das Fuldaer Nebenkloster Frauenberg ein. Während des Interregnum nach der Absetzung Ratgers war auf Befehl Kaiser Ludwigs des Frommen die Reform Benedikts von Aniane in Fulda eingeführt worden, die Eigil als neue Grundlage zu akzeptieren hatte, ohne ihr jedoch in allen Einzelheiten zu folgen. So ließ er weiterhin die Außenposten von Mönchen und nicht wie vorgeschrieben von Laien verwalten. In seiner Amtszeit gelang ihm durch ausgleichende Maßnahmen, kooperativen Führungsstil und durch den Rückgriff auf die integrativen Reformideen Benedikts von Aniane mit ihrer Verbindung von altmonastischer Spiritualität, Askese, benediktinischer Tradition und Reform die Überwindung der Krise und die Versöhnung der an dem Ideal eines asketischen Einsamkeitsklosters festhaltenden Traditionalisten und der gegenüber den Neuerungen der karolingischen Renaissance in Bildung, Kunst und Kultur aufgeschlossenen Gruppierung. Wahrscheinlich war es Eigil, der den Leiter der Klosterschule Hrabanus Maurus, einen Repräsentanten des neuen Geistes, mit dem er bei den Bau- und liturgischen Projekten seines Abbatiats (s. unten) eng zusammenarbeitete, zum Propst und präsumptiven Nachfolger erkor. Er starb 822 hochbetagt im Kreise seiner Brüder. Sein Grab, das er nach dem Vorbild Benedikts von Nursia mit eigenen Händen gegraben haben soll, befindet sich in der als Abtsgrablege konzipierten Krypta der von ihm in Auftrag gegebenen Michaelskirche. Eine Biografie Eigils verfasste der Mönch Brun Candidus von Fulda als Opus geminum in zwei Büchern in Prosa (Buch I) und Vers (Buch II) um 840.

## Werk
Eigil verfasste, wahrscheinlich im Vorfeld der 820 durchgeführten Translation der Gebeine des Gründerabtes, dessen Biographie, die Vita Sturmi primi abbatis et fundatoris Fuldensis coenobii. Den Fuldaer Mönch Brun Candidus veranlasste er zur Abfassung der Vita des zweiten Fuldaer Abtes Baugulf. Er ist damit der Begründer der beeindruckenden Fuldaer Vitenreihe, die die ersten fünf Äbte (Sturmi, Baugulf, Ratgar, Eigil, Rabanus Maurus) sowie die Fuldaer Heiligen Bonifatius und Lioba umfasst. Fuldaschüler sind Ermenrich von Ellwangen, der Verfasser des Sermo de Vita B. Soli des Einsiedlers Sola von Solnhofen, einer Fuldaer Propstei, sowie der Kaiserbiograf Einhard und Walahfrid Strabo, der Verfasser und Herausgeber zahlreicher Viten (Vita S. Galli, Vita Mammae, Vita Blaithmaic, Vita S. Otmari; Einharts vita Karoli, Thegans Gesta Hludowici). Er vollendete die von seinen beiden Vorgängern begonnene Salvator-Basilika in Fulda, die nach ihrem Erbauer heute meist so genannte Ratgar-Basilika, und ließ nachträglich zwei Krypten einbauen, die zu den frühesten Hallenkrypten zählen. Außerdem ließ er eine von Hrabanus Maurus konzipierte Friedhofskapelle, St. Michael, errichten, einen mit späteren An- und Umbauten erhaltenen Zentralbau über acht Säulen mit Schlussstein in Kuppel oder Gewölbe und mit einer Krypta, die über einer Mittelsäule mit jonisierendem Kapitell gewölbt ist. Um den Kult des Gründerabtes Sturmius, seines Verwandten, kümmerte er sich besonders, indem er dessen Grab im südlichen Seitenschiff der Salvator-Basilika neu anlegen, seine Translation durchführen und seine liturgische Memoria neu ordnen ließ. Dazu zählte auch die Lesung der obengenannten Vita Sturmi. Wahrscheinlich steht diese liturgische Einzelmaßnahme im Zusammenhang mit einer Liturgiereform, durch die ein neues, von Hrabanus Maurus kompiliertes Sakramentar, ein Gregorio-Gelasianum mixtum, in Fulda eingeführt wurde. Das neue Konventsgebäude konnte er nicht mehr fertigstellen. Unter seinem kurzen Abbatiat blühte das Klosterleben auf und wurden die Voraussetzungen dafür geschaffen, dass Fulda unter seinem Nachfolger Hrabanus Maurus zu einem der bedeutendsten Zentren geistiger Kultur aufsteigen konnte.
Der katholische Gedenktag ist am 15. Juni.